# Východomoravský seniorát
Východomoravský seniorát je seniorát Českobratrské církve evangelické, zahrnuje evangelické sbory z východní Moravy.
V jeho čele stojí senior farář Michal Vogl a seniorátní kurátor Ludvík Pastyřík a jejich náměstci Petr Kulík a Josef Bartoň.
Seniorátní farářkou je Jaroslava Michnová.
Rozloha seniorátu je 4 910 km², zahrnuje 27 sborů a 21 kazatelských stanic, které mají dohromady 12.620 členů (k 17. 6. 2024).

## Galerie kostelů a modliteben

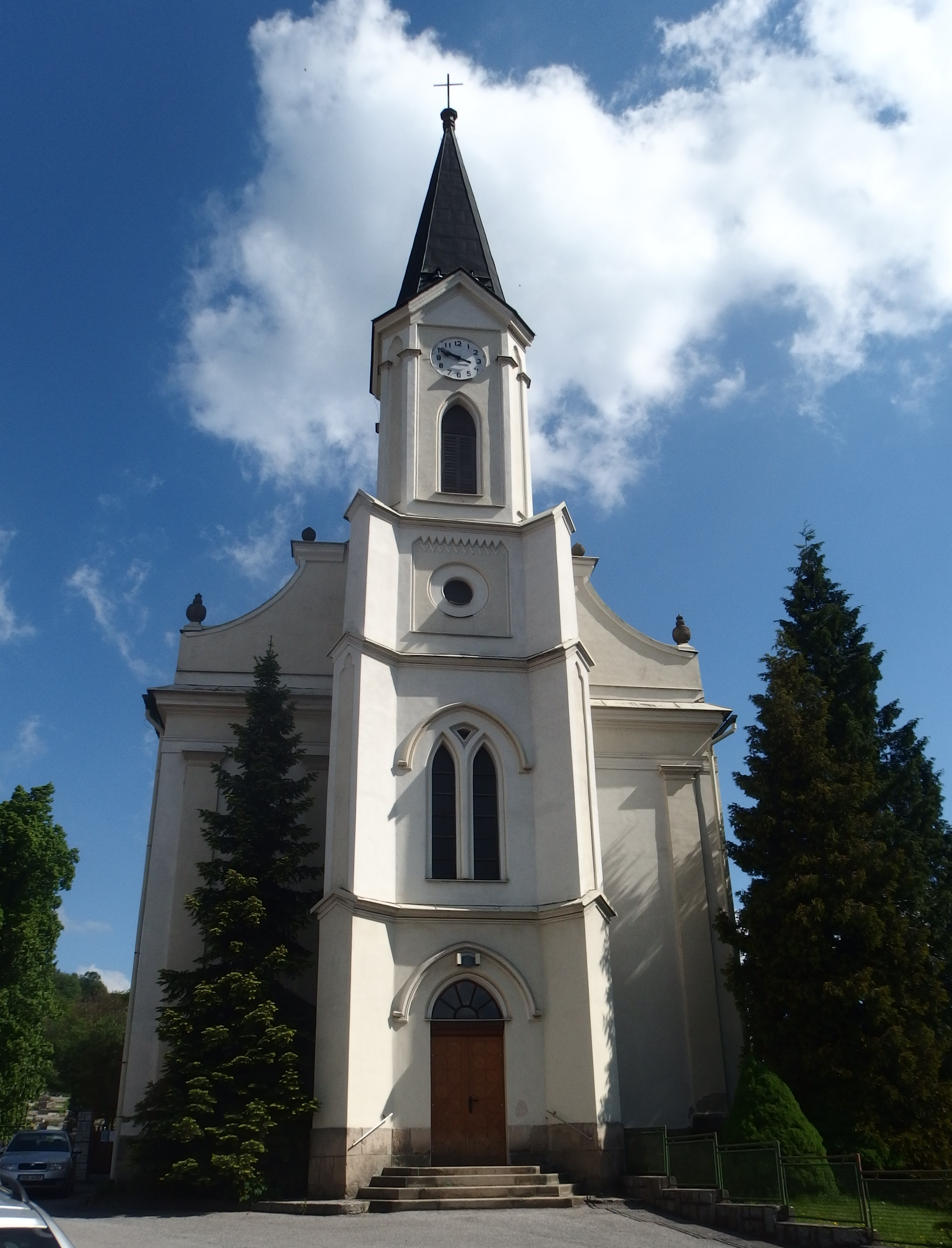
Hošťálková
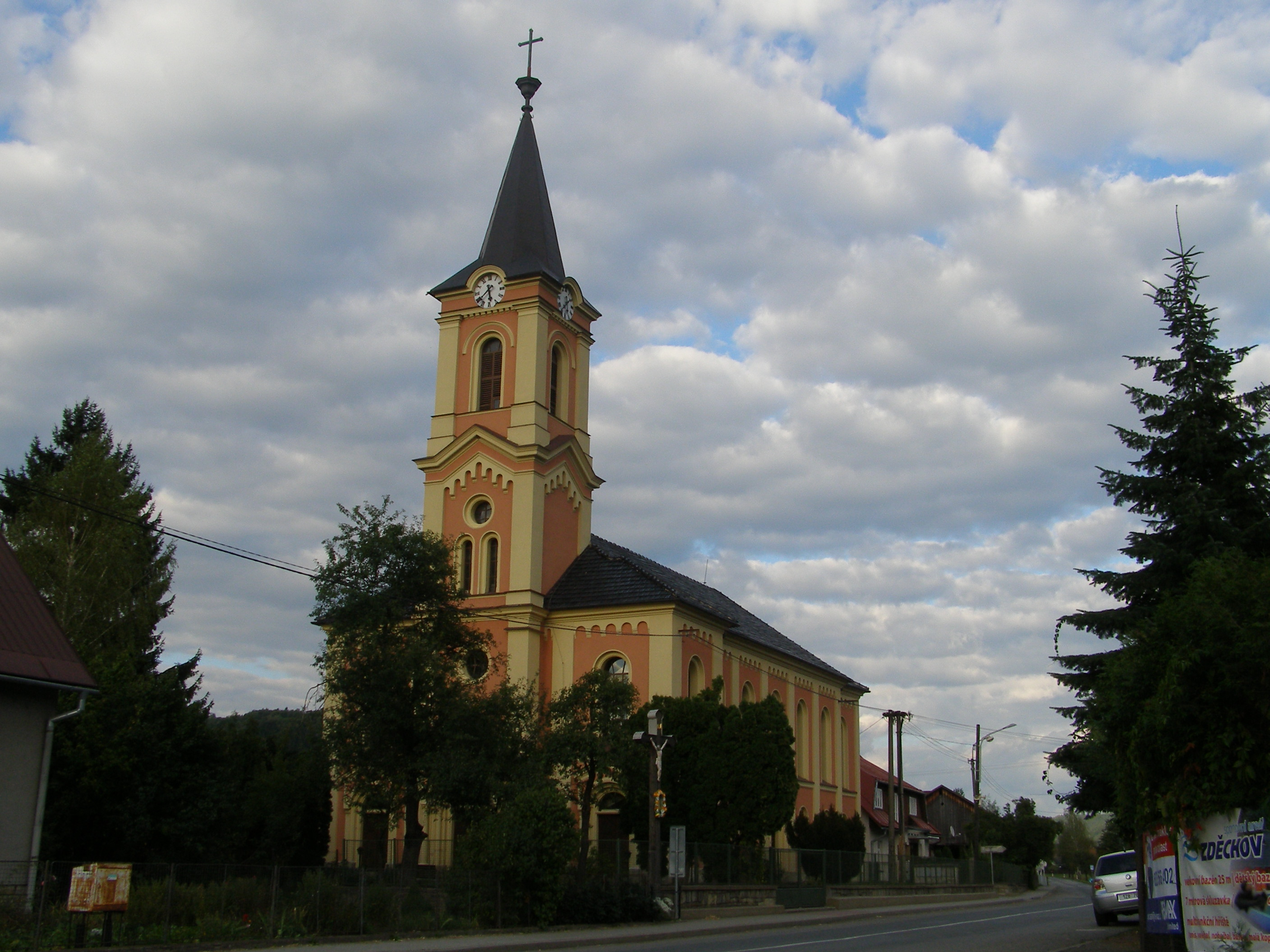
Huslenky
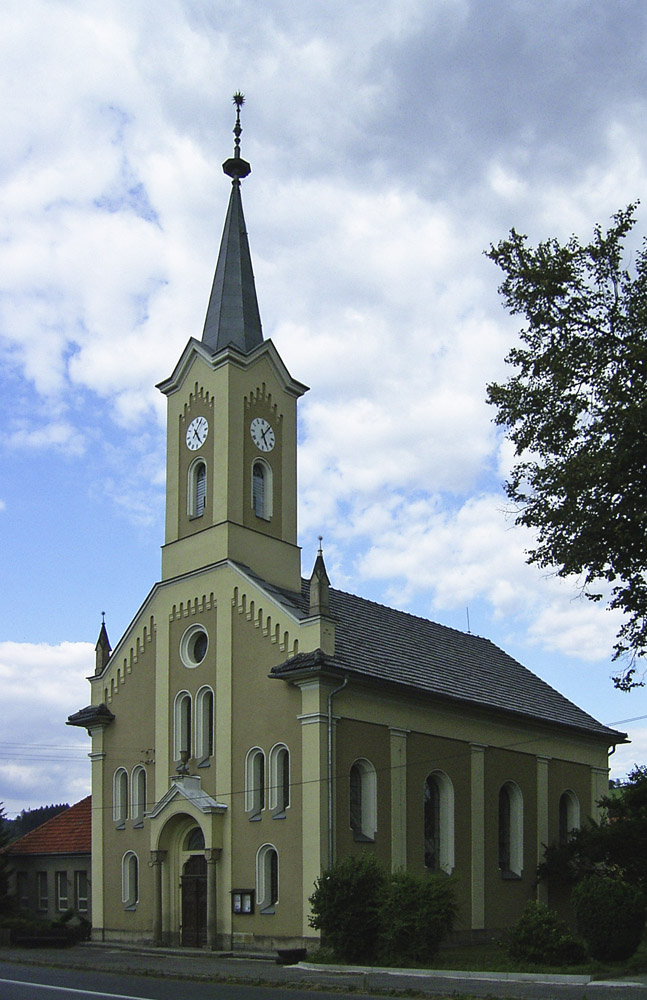
Jablůnka
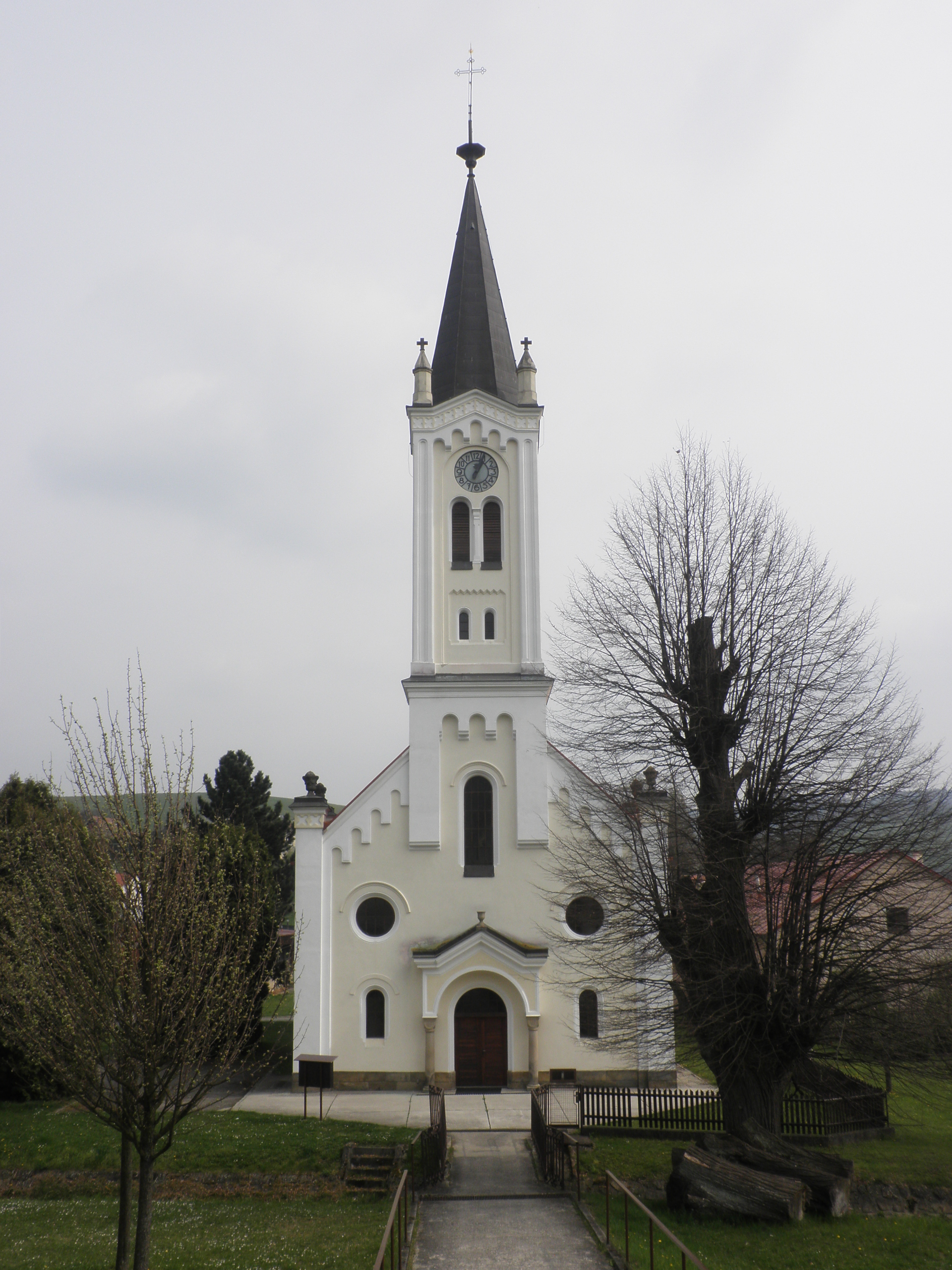
Jasenná
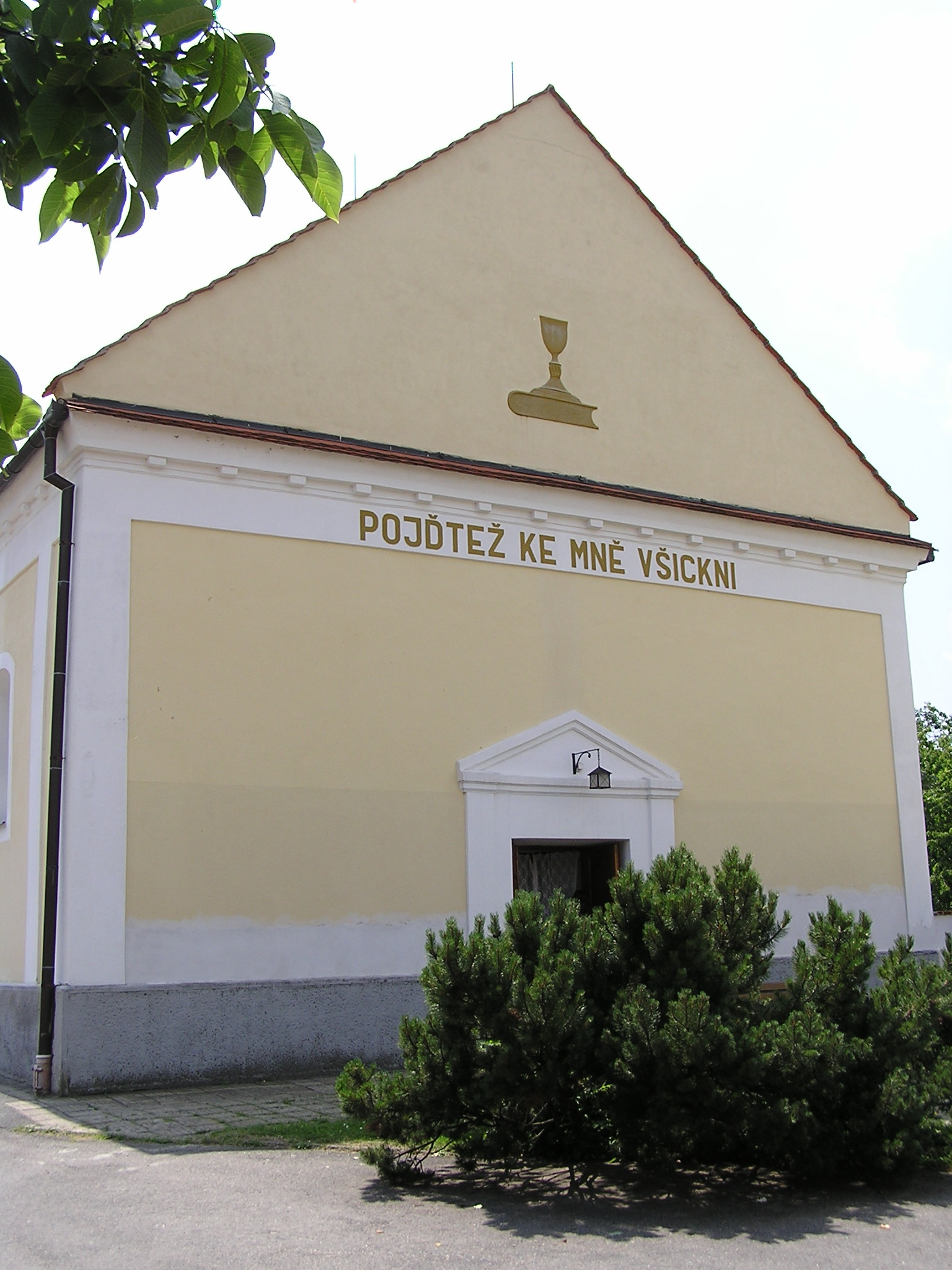
Javorník nad Veličkou
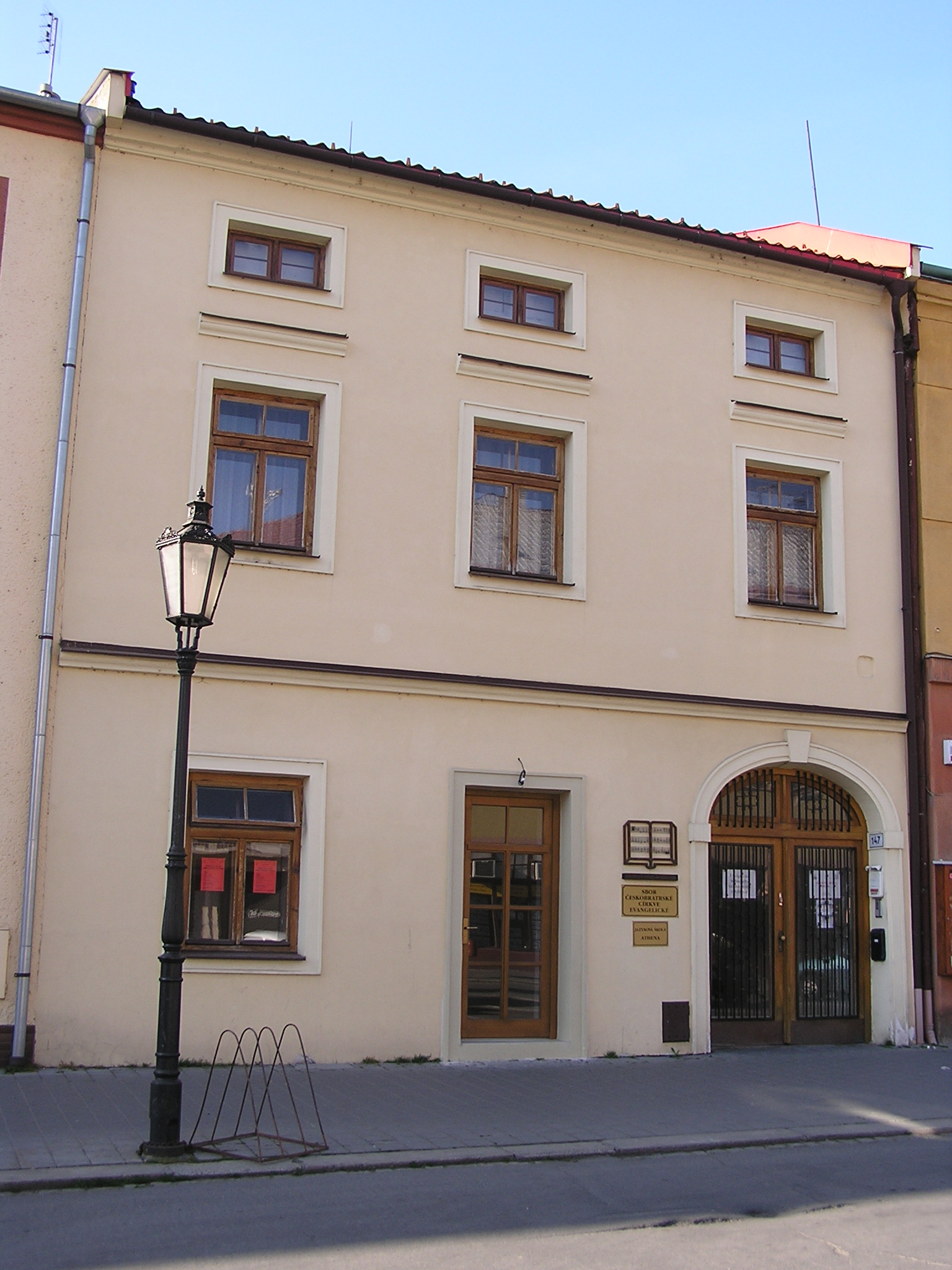
Kroměříž
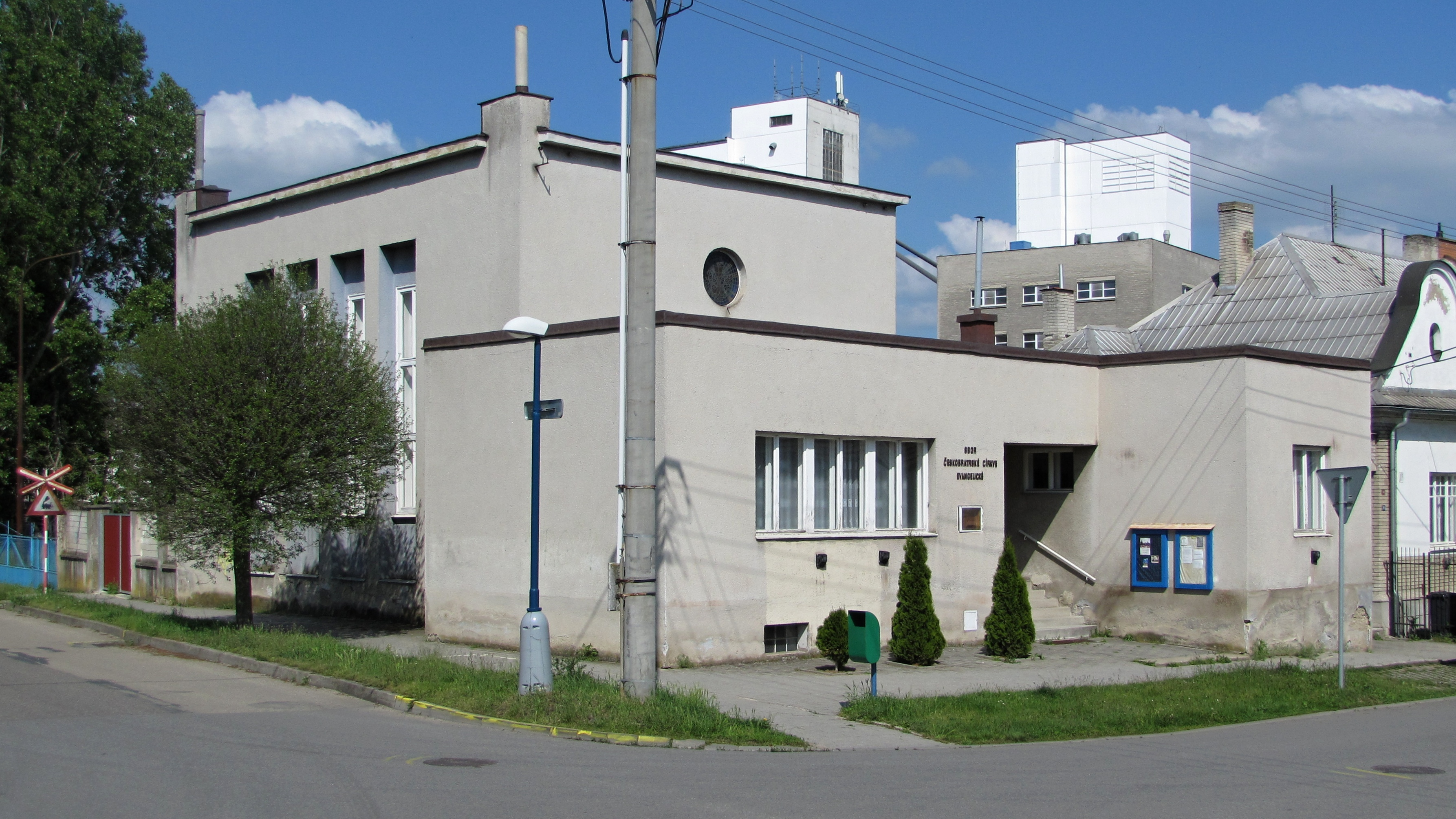
Kyjov
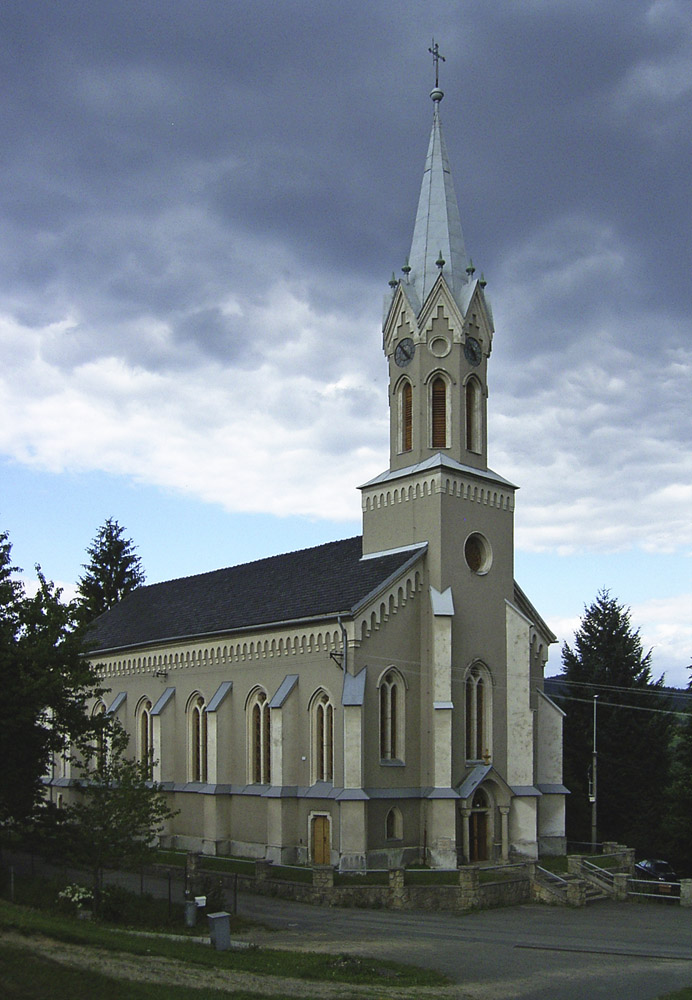
Pržno
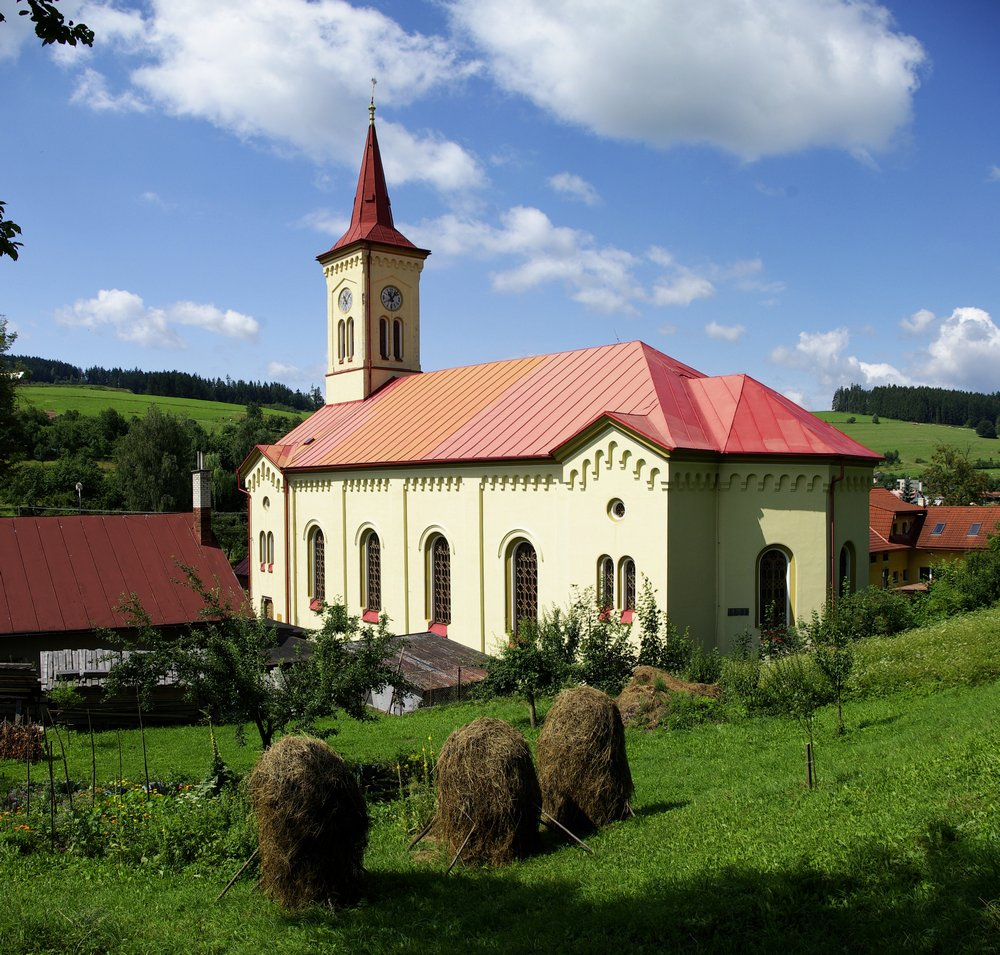
Růžďka
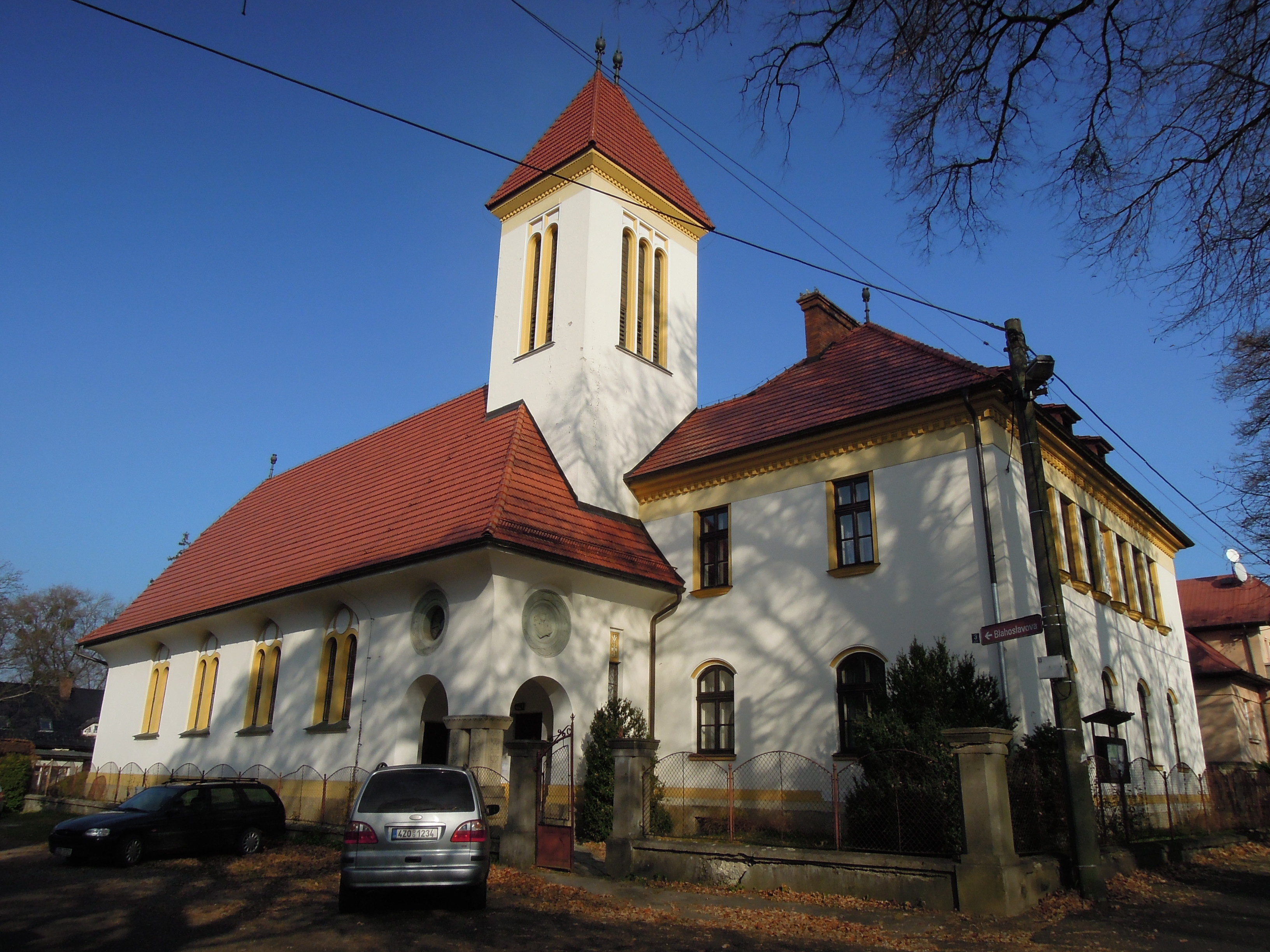
Valašské Meziříčí
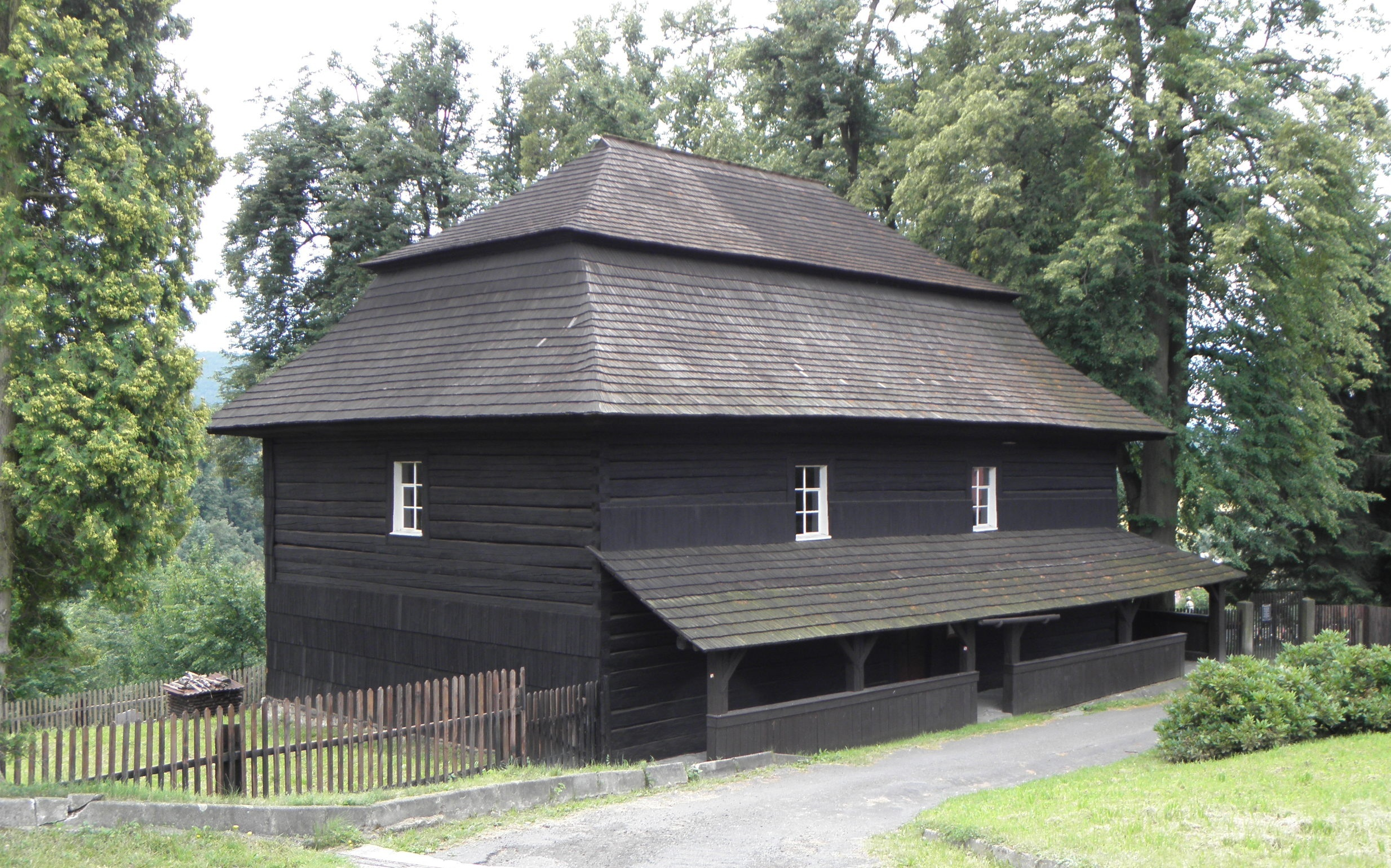
Velká Lhota
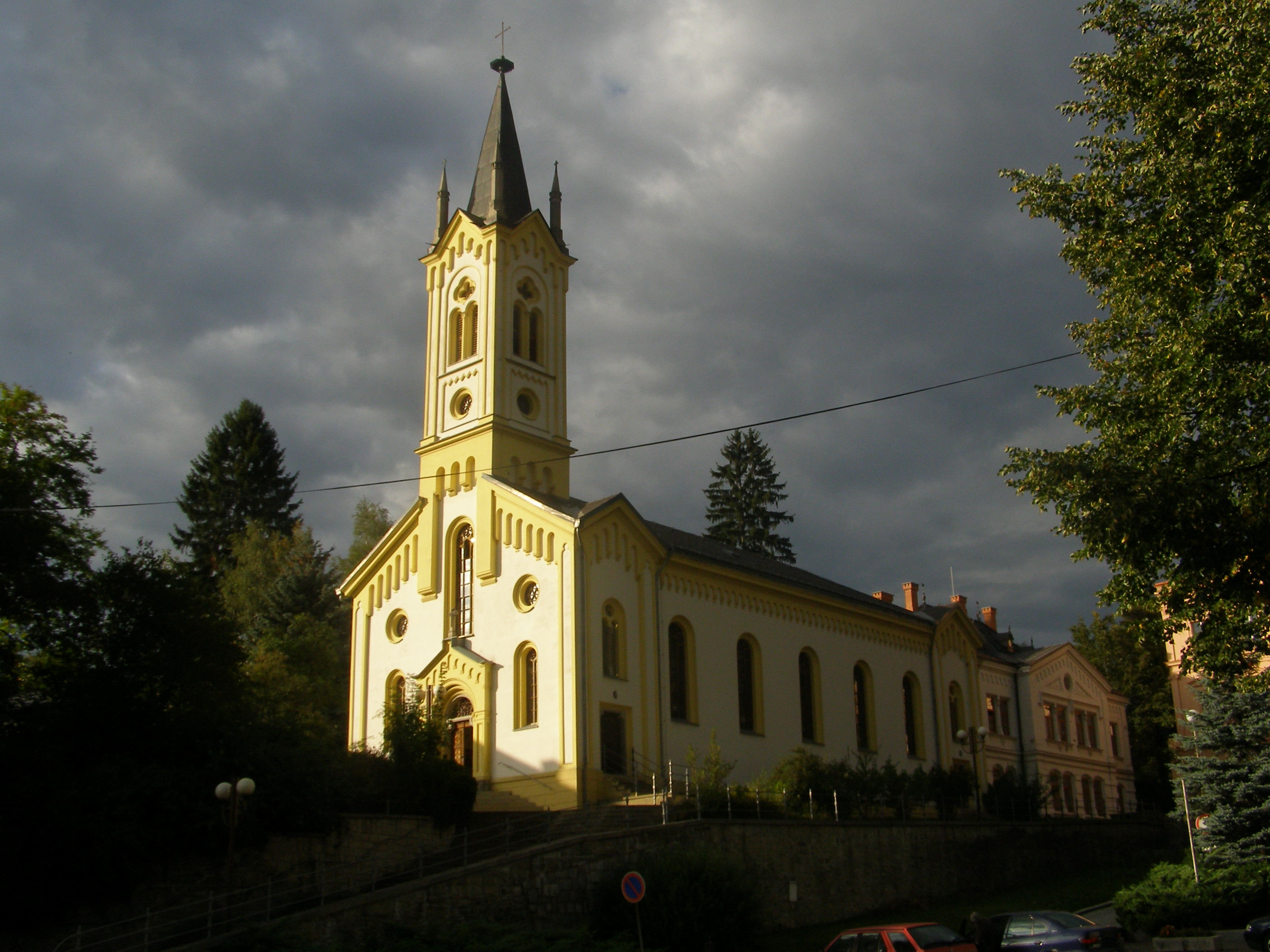
Vsetín (dolní sbor)
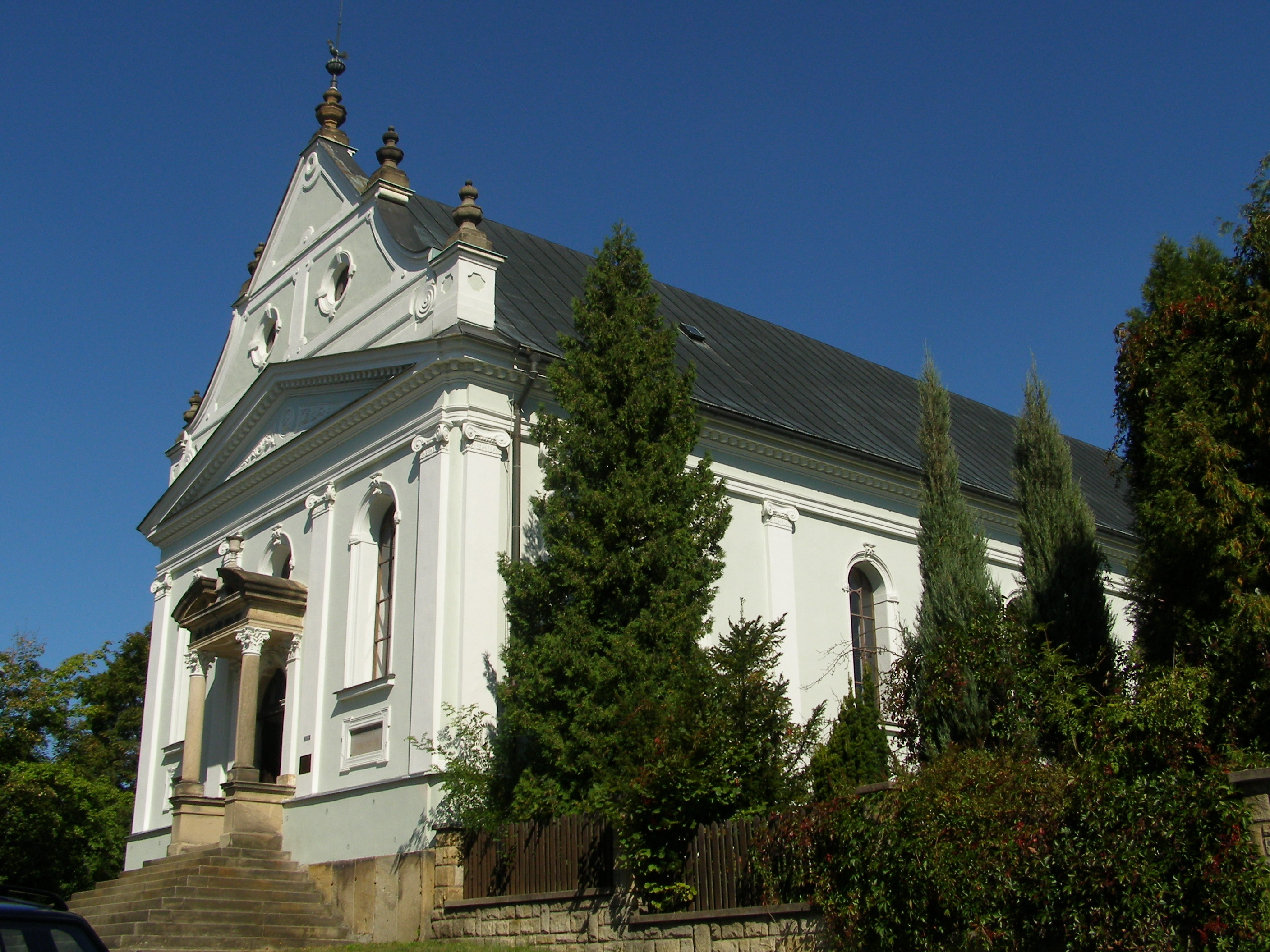
Vsetín (horní sbor)